# Parque de La Media Luna
Parque de La Media Luna är en park i Spanien.   Den ligger i provinsen Provincia de Navarra och regionen Navarra, i den nordöstra delen av landet, 300 km nordost om huvudstaden Madrid. Parque de La Media Luna ligger 446 meter över havet.
Terrängen runt Parque de La Media Luna är kuperad österut, men västerut är den platt.Runt Parque de La Media Luna är det ganska tätbefolkat, med 78 invånare per kvadratkilometer. Närmaste större samhälle är Pamplona, 0,82 km väster om Parque de La Media Luna. Trakten runt Parque de La Media Luna består till största delen av jordbruksmark.